# Атрачи
Атрачи́ — село в Тюкалинском районе Омской области. Административный центр Атрачинского сельского поселения.
Основано в 1760 году
Население — 684 (2010)

## Физико-географическая характеристика
Село расположено в 18 км к северо-западу от города Тюкалинска.
Село расположено на западе Тюкалинского района, в северной лесостепи в пределах Ишимской равнины, относящейся к Западно-Сибирской равнине, на северном берегу озера Атрачи. В окрестностях имеются берёзовые колки, почвы — солонцы луговые (гидроморфные). Высота над уровнем моря 102 м.
По автомобильным дорогам село расположено в 18 км от районного центра города Тюкалинск и 160 км от областного центра города Омск. К селу имеется 6-км подъезд от федеральной автодороги Р254 Тюмень — Ишим — Омск.
Климат
Климат умеренный континентальный (согласно классификации климатов Кёппена-Гейгера — тип Dfb). Среднегодовая температура положительная и составляет +0,6° С, средняя температура самого холодного месяца января − 18,3 °C, самого жаркого месяца июля + 18,9° С. Многолетняя норма осадков — 414 мм, наибольшее количество осадков выпадает в июле — 67 мм, наименьшее в феврале и марте — по 14 мм
Часовой пояс
Атрачи, как и вся Омская область, находится в часовой зоне МСК+3. Смещение применяемого времени относительно UTC составляет +6:00.

## История
В 1759 году Сибирский губернатор Ф. И. Соймонов издаёт указ об учреждении новой дороги, получившей название «Абацкого» или «Почтового тракта» и приглашает желающих селиться вдоль неё. В 1760 году в Абацкую степь переселилось 123 семьи. Три семьи были записаны к озеру Атрачьему. Так образовалось село Атрачинское, отнесённое к Тюкалинскому уезду Тобольской губернии.
В 1920-м году в качестве новых административных единиц был учреждён Атрачинский сельский совет. В 1948 году 4 мелких колхоза «Искра», «Юный пахарь», имени Сталина, «12-й Октябрь» были объединены в один крупный колхоз имени Сталина с центром в селе Атрачи (впоследствии колхоз имени Ленина).
В 1960-х застраиваются новые улицы, в 1965 году были построены новое здание колхозной конторы и новый дом культуры. В 1980-х были построены детский сад, торговый центр, баня, село было газифицировано.

## Население
| 1926 | 2010 |
| ---- | ---- |
| 1039 | ↘684 |